# Up Against My Heart
Up Against My Heart (En contra de mi corazón) es el quinto y último álbum que la artista americana de música country Patty Loveless grabaría para MCA Records. De este álbum salieron los sencillos "Hurt Me Bad (In a Real Good Way)," "Jealous Bone," y "Can't Stop Myself from Loving You."

## Lista de temas
1. "Jealous Bone" (Rick Giles, Steve Bogard) – 3:17
2. "Nobody Loves You Like I Do" (Kostas) – 2:52
3. "I Already Miss You (Like You're Already Gone)" (Jim Rushing, Allen Shamblin) – 3:37
4. "Hurt Me Bad (In a Real Good Way)" (Deborah Allen, Rafe VanHoy) – 3:00
5. "If You Don't Want Me" (Monte Warden, Emory Gordy, Jr.) – 3:10
6. "I Came Straight to You" (Kevin Welch, John Barlow Jarvis) – 2:43
7. "If It's the Last Thing I Do" (Phyllis Austin, Doug Gill) – 3:30
8. "Can't Stop Myself From Loving You" (Kostas, Dean Folkvord) – 3:21
9. "Waitin' for the Phone to Ring" (Joe Tassi, Bob Tassi) – 2:38
10. "God Will" (Lyle Lovett) – 2:47

## Personal
As listed in liner notes.

## Puestos en listas
| Listas (1991)                     | Posición |
| --------------------------------- | -------- |
| U.S. Billboard Top Country Albums | 27       |
| U.S. Billboard 200                | 151      |